# Tomoyuki Kawabata
Tomoyuki Kawabata (河端 朋之?, Kawabata Tomoyuki; 7 febbraio 1985) è un pistard giapponese.

## Palmarès

### Pista
- 2012

Campionati giapponesi, Keirin
Campionati giapponesi, Velocità a squadre (con Kenta Inake e Takashi Sakamoto)
Campionati giapponesi, Velocità
- 2015

Campionati asiatici, Velocità
- 2016

Campionati giapponesi, Keirin
Hisense Grand Prix, Keirin (Melbourne)
- 2018

Campionati asiatici, Keirin
- 2019

Campionati giapponesi, Velocità

## Piazzamenti

### Competizioni mondiali
- Campionati del mondo su pista

Minsk 2013 - Velocità: 24º
Cali 2014 - Velocità a squadre: 11º
Cali 2014 - Velocità: 27º
Saint-Quentin-en-Yvelines 2015 - Velocità: 30º
Hong Kong 2017 - Keirin: 13º
Hong Kong 2017 - Velocità: 31º
Apeldoorn 2018 - Keirin: 2º
Apeldoorn 2018 - Velocità: 23º
Pruszków 2019 - Keirin: 16º
Berlino 2020 - Keirin: 13º